# 广东省外语艺术职业学院
广东省外语艺术职业学院，简称广外艺，位于广东省广州市，是经广东省人民政府批准、国家教育部备案的广州市属普通高校，学校代码:12962。

## 校区
学校现有五山校区、燕岭校区、海珠校区、龙洞校区、天平架校区、花都校区共6个校区。